# Наливайко, Борис Яковлевич
Бори́с Я́ковлевич Налива́йко (1919, Екатеринодар — 18 апреля 2004, Москва) — советский разведчик, полковник.

## Биография

### Ранние годы
Б. Я. Наливайко родился в семье рабочего-металлиста в городе Екатеринодар (ныне Краснодар). Школу — семилетку окончил в Николаеве. Затем поступил в судомеханический техникум. По окончании техникума стал студентом николаевского корабельно-строительного института, позднее перевёлся в корабельно-строительный институт в Ленинграде.
По окончании четвёртого курса института в 1941 году Борис Яковлевич пошёл добровольцем на фронт.
В октябре 1941 года получил контузию. После лечения работал на ленинградском авиазаводе.
Затем в мае 1942 года был рекомендован для работы в органах безопасности. Начал работу оперуполномоченных в отделе контрразведки по ленинградской области. Потом был переведён в разведотдел. В разведотделе Наливайко работает под началом Сахаровского, тогда майора, будущего начальника внешней разведки.

### В разведке
В 1944—1945 годах Борис Яковлевич учился в разведшколе. С 1945 года Наливайко работает в Берлине в качестве сотрудника берлинской резидентуры. С 1947 года он заместитель резидента под прикрытием должности вице-консула Б. Нечаева. Затем консул при Советской военной администрации в Германии.
В 1953 году Наливайко переводят в Вену, в начале под прикрытием заведующего консульским отделом, затем второго секретаря советской части союзной контрольной комиссии по Австрии. Здесь произошла попытка ЦРУ завербовать его. «Подход» к Наливайко оперативные сотрудники ЦРУ пытались осуществить ещё в Берлине, но неудачно. И в Вене в советской резидентуре было решено пойти им навстречу и осуществить контроперацию. На последнем этапе было решено произвести как можно больше шума, чтобы парализовать операцию ЦРУ по массовой вербовке советских граждан. Наливайко это удалось.
В 1957—1958 года Наливайко работает советником по разведке представительства КГБ в Чехословакии.
В 1959—1961 годах он заместитель начальника по подбору нелегалов в Управлении «С» ПГУ КГБ СССР.
С 1961 года Наливайко в представительстве КГБ в Берлине (ГДР).
В феврале 1962 года он участвует в обмене американского пилота Фрэнсиса Пауэра на советского разведчика Рудольфа Абеля.
Затем с 1965 года Наливайко возглавляет 3-й отдел аппарата представительства КГБ в ГДР.
В 1968 году Борис Яковлевич принимает участие в операциях советской разведки в Чехословакии во время событий 1968 года.
С декабря 1974 года Наливайко возглавил отдел в институте ПГУ КГБ СССР.
Умер Борис Яковлевич Наливайко 18 апреля 2004 года. Похоронен на Троекуровском кладбище.